# Poeciliopsis turneri
Poeciliopsis turneri är en fiskart som beskrevs av Miller, 1975. Poeciliopsis turneri ingår i släktet Poeciliopsis och familjen Poeciliidae. IUCN kategoriserar arten globalt som otillräckligt studerad. Inga underarter finns listade i Catalogue of Life.